# 街市街

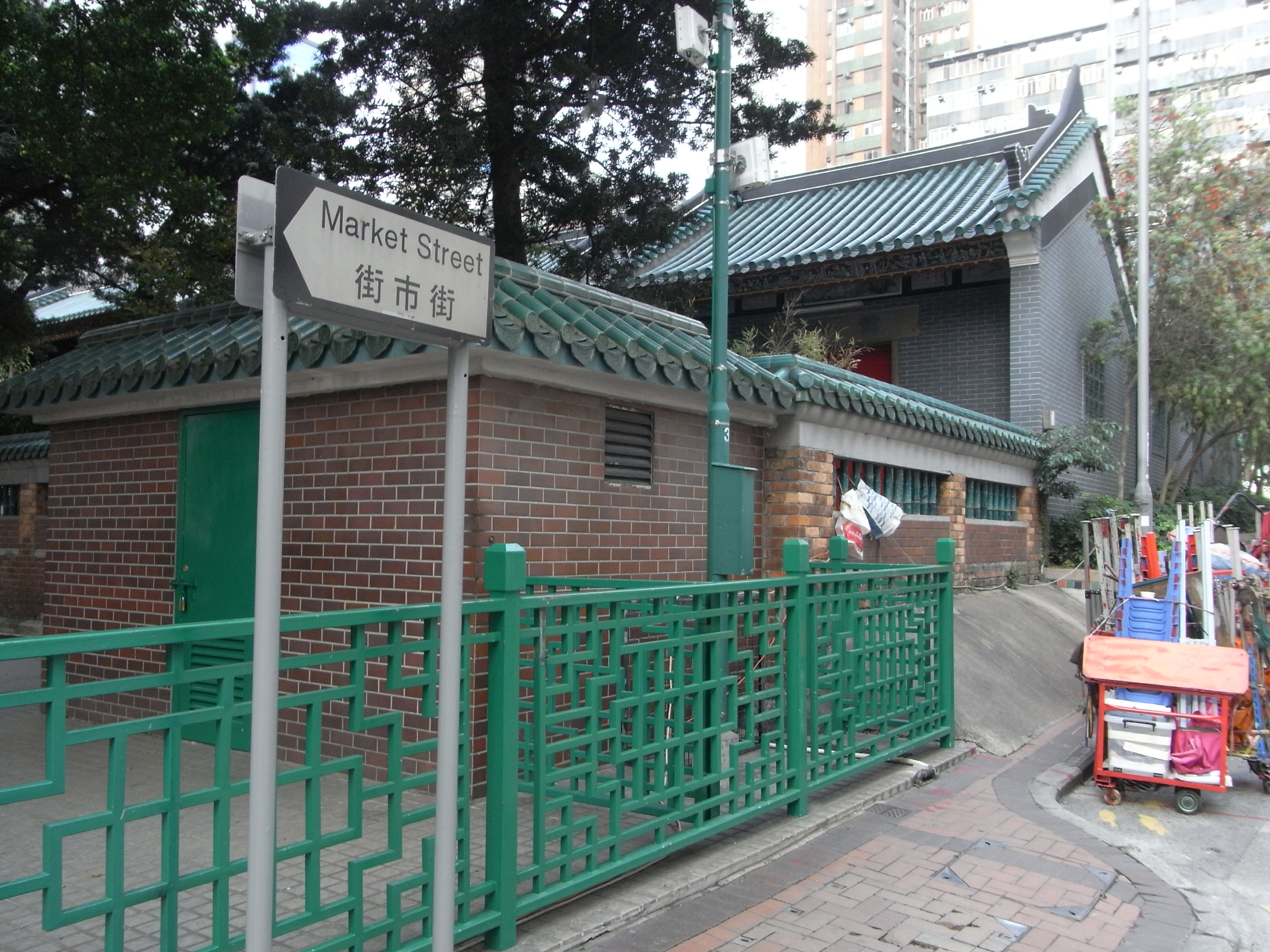
街市街起點，近油麻地天后廟

街市街 （英語：Market Street）是香港油尖旺區的一条街道，全長63米，位于油麻地社區中心休憩花園南面，街市街垃圾收集站及街市街公廁北面。街市街是一条单向行車道路，行車方向是東向西，入口位於廟街，出口設於上海街。街道在黄昏之后，安排成为新填地大排檔，有街头睇相、算命等活动。

## 附近
- 油麻地天后廟
- 九龍政府合署
- 榕樹頭

22°18′34.65″N 114°10′14.11″E / 22.3096250°N 114.1705861°E